# MCC Interim
MCC Interim Linux — дистрибутив Linux, впервые выпущенный в феврале 1992 года человеком по имени Owen Le Blanc из Манчестерского Компьютерного Центра (англ. MCC, Manchester Computing Centre), который являлся частью Манчестерского Университета, Англия. MCC Interim Linux был первым 'Linux-дистрибутивом', так как его можно было самостоятельно устанавливать на компьютеры.
MCC впервые сделала Linux доступным на анонимном FTP-сервере в ноябре 1991 года. Но Owen Le Blanc оказался недоволен ранними экспериментами с Linux: недостатки в работе fdisk, необходимость использовать различные FTP-хранилища для получения нужных приложений, а также проблемы с версиями библиотек. Всё это подтолкнуло его на создание первого дистрибутива.